# Manuel Jacinto Coelho
Manuel Jacinto Coelho (Rio de Janeiro, 30 de dezembro de 1903 — 13 de janeiro de 1991) foi o fundador da Cultura Racional.
Filho de músicos, o pai, Manuel, era maestro e a mãe, Rosa Maria, professora de piano. Ao completar treze anos, Manuel Jacinto já era violonista. O violão de sete cordas tornou-se uma de suas especialidades.
Aos dezoito anos entrou para o Exército Brasileiro. Ingressou na 1ª Companhia de Metralhadoras Pesadas, no quartel de Deodoro, no Rio de Janeiro. Trabalhou muitos anos no Ministério das Relações Exteriores, Palácio do Itamaraty, no Rio de Janeiro.
Em 4 de outubro de 1935 iniciou a elaboração da Cultura Racional composta de 1.000 livros, intitulada Universo em Desencanto, e a concluiu em 5 de dezembro de 1990. Os livros foram divididos em cinco partes, 1°- Obra, composta de 21 volumes, 2°- Réplica, composta de 21 volumes, 3°- Tréplica, composta de 21 volumes, 4°- Histórico, composta de 934 volumes e 5º - Amarelões, composta de 3 volumes editados entre 1935 e 1938.  Universo em Desencanto, M. Jacinto Coelho Editora.
Recebeu ao longo de sua vida várias condecorações nacionais e internacionais, dentre elas a Medalha de Honra da Inconfidência, que a Presidência da República confere a um civil, o título de Comendador pela Ordem Internacional dos Jornalistas, e a Medalha Tiradentes, concedida pela Assembleia Legislativa do Rio de Janeiro.
Foi biografado pelo jornalista Jorge Elias, na obra intitulada Cavaleiro da Concórdia - O Homem do Outro Mundo.